# Msila (Marroc)
Msila (en àrab امسيلة, Imsīla) és una comuna rural de la província de Taza, a la regió de Fes-Meknès, al Marroc. Segons el cens de 2014 tenia una població total de 8.356 persones.